# Le Rire du cyclope
Le Rire du cyclope est un roman de l'écrivain français Bernard Werber, publié le 1er octobre 2010 par l'éditeur Albin Michel. Il s'agit du troisième opus du cycle entamé par Le Père de nos pères et L'Ultime Secret.

## Résumé
Après un brillant spectacle à l'Olympia, « le Français le plus aimé des Français », le comique Darius Miroslav Wozniak, dit Le Cyclope, meurt dans sa loge d'une crise cardiaque après un incroyable éclat de rire. Le garde du corps de Darius et le pompier de service, discutant devant la porte de sa loge, fermée à double tour, sont les seuls témoins de la scène.
Aussitôt l'événement est nationalisé et au Guetteur Moderne, tous les journalistes du service société du magazine se creusent la tête pour trouver les meilleures idées d'articles. La jeune pigiste et journaliste scientifique, Lucrèce Nemrod, émet contre l'avis de tous l'hypothèse que Darius Wozniak soit mort de rire. Malgré l'apparente stupidité de cette théorie et la désapprobation de sa chef de service et de tous ses collègues, la jeune journaliste parvient à convaincre sa supérieure de l'autoriser à mener une enquête.
Lucrèce se rend donc chez son ex-compagnon d'aventure Isidore Katzenberg afin de le convaincre de l'aider à résoudre ce nouveau mystère.

## Liens avec l’œuvre de Bernard Werber
Le roman fait apparaitre plusieurs personnages au centre de la nouvelle Là où naissent les blagues du recueil du même auteur, Paradis sur mesure.